# Batracomorphus tarchon
Batracomorphus tarchon är en insektsart som beskrevs av Knight 1983. Batracomorphus tarchon ingår i släktet Batracomorphus och familjen dvärgstritar. Inga underarter finns listade i Catalogue of Life.